# Yari (Niger)
Yari ist ein Dorf in der Stadtgemeinde Gouré in Niger.

## Geographie
Das von einem traditionellen Ortsvorsteher (chef traditionnel) geleitete Dorf befindet sich rund 51 Kilometer südöstlich des Stadtzentrums von Gouré, dem Hauptort des gleichnamigen Departements Gouré in der Region Zinder. Zu den Siedlungen in der näheren Umgebung von Yari zählen Karamba im Norden, Djougoumaram im Osten, Sissi im Südosten, Kilakinna im Süden und Soubdou im Westen.
Yari liegt in der Zone der fruchtbaren Mulden von Maïné-Soroa. Es herrscht das Klima der Sahelzone vor, mit einer durchschnittlichen jährlichen Niederschlagsmenge zwischen 300 und 400 mm.

## Geschichte
Der Groupement Peulh Lamido Nagagué in Yari wurde 1914 als eigene Fulbe-Gruppierung gegründet. In den 1920er Jahren galt die durch das Dorf führende und 1375 Kilometer lange Piste von Niamey nach N’Guigmi als einer der Hauptverkehrswege in der damaligen französischen Kolonie Niger. Sie war in der Trockenzeit bis Guidimouni und wieder ab Maïné-Soroa von Automobilen befahrbar. Amadou Nagagué, genannt Mouche, übernahm 1970 die Führung des Groupement Peulh Lamido Nagagué.

## Bevölkerung
Bei der Volkszählung 2012 hatte Yari 674 Einwohner, die in 122 Haushalten lebten. Bei der Volkszählung 2001 betrug die Einwohnerzahl 474 in 94 Haushalten und bei der Volkszählung 1988 belief sich die Einwohnerzahl auf 3002 in 615 Haushalten.

## Wirtschaft und Infrastruktur
Viehzüchter nutzen die Gegend um Yari für ihre Herden. Mit einem Centre de Santé Intégré (CSI) ist ein Gesundheitszentrum im Dorf vorhanden. Es gibt eine Schule.